# 菲施巴赫河 (阿默湖)
48°00′08″N 11°10′00″E / 48.0023°N 11.1668°E

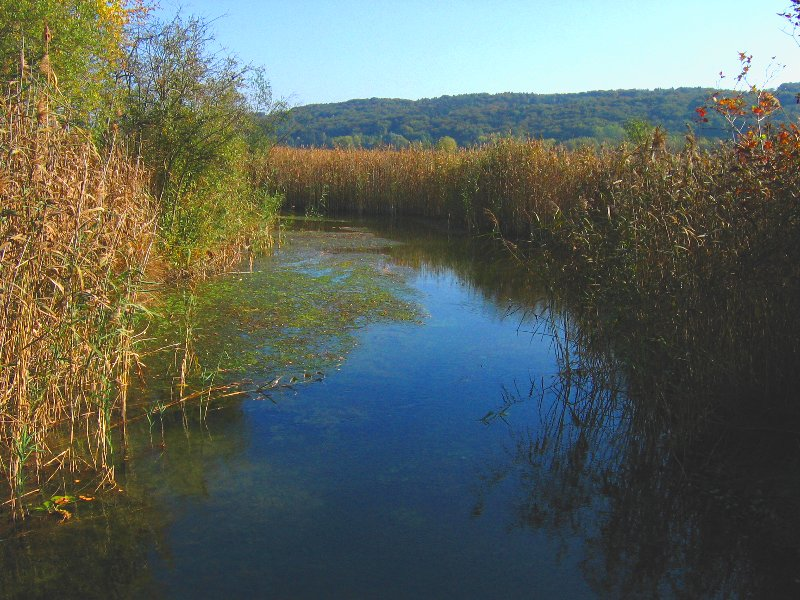

菲施巴赫河是德國的河流，位於該國東南部，由巴伐利亞負責管轄，河道全長2.1公里，最終注入阿默湖，河畔城鎮有阿默湖畔黑爾興。